# Serverat för trubbel
'Serverat för trubbel, originaltitel: The Maid, är en komedifilm från 1991.

## Handling
En amerikansk finansman i Paris stöter på en bankdirektör. Hon tror att han är hembiträdet som hon sökt.

### Fotnoter
1. ↑  ”Serverat för trubbel”. Svensk filmdatabas. http://www.sfi.se/sv/svensk-filmdatabas/Item/?itemid=36961&type=MOVIE&iv=Story&ref=/templates/SwedishFilmSearchResult.aspx?id%3d1225%26epslanguage%3dsv%26searchword%3dthe+Maid%26type%3dMovieTitle%26match%3dContain%26page%3d1%26prom%3dFalse. Läst 19 mars 2012.